# Championnats arabes juniors d'athlétisme 2008
Navigation
Édition précédente Édition suivante
Les championnats arabes juniors d'athlétisme 2008 se sont déroulés à Radès en Tunisie. 

## Résultats

### Hommes
| Event                     | Or                                            | Or             | Argent                                       | Argent         | Bronze                                     | Bronze         |
| ------------------------- | --------------------------------------------- | -------------- | -------------------------------------------- | -------------- | ------------------------------------------ | -------------- |
| 100 mètres                | Omar Jomaa Bilel Al-Salfa Émirats arabes unis | 10 s 53        | Thamer Nasser Al-Thany Qatar                 | 10 s 84        | Fares Al-Sharahily Arabie saoudite         | 10 s 87        |
| 200 mètres                | Omar Jomaa Bilel Al-Salfa Émirats arabes unis | 21 s 14        | Adel Al-Essiri Arabie saoudite               | 21 s 29        | Awadh Al-Karim Makky Soudan                | 21 s 62        |
| 400 mètres                | Awadh Al-Karim Makky Soudan                   | 47 s 48        | Nidhal Abbassi Tunisie                       | 48 s 93        | Jassem Walid Abdallah Elas Koweït          | 48 s 71        |
| 800 mètres                | Osman Yahia Omar Soudan                       | 1 min 52 s 71  | Mosab Abdulrahman Belala Qatar               | 1 min 53 s 16  | Mohamed Souissi Tunisie                    | 1 min 53 s 71  |
| 1 500 mètres              | Osman Yahia Omar Soudan                       | 3 min 45 s 75  | Charles Lazbit Koech Qatar                   | 3 min 47 s 59  | Hamza Ben Salah Tunisie                    | 3 min 48 s 59  |
| 5 000 mètres              | Charles Lazbit Koech Qatar                    | 15 min 6 s 98  | Bilel El Aloui Tunisie                       | 15 min 18 s 08 | Ahmed Mohamed Kallel Libye                 | 15 min 21 s 02 |
| 10 000 mètres             | Majed Saleh Ibrahim Bahreïn                   | 30 min 24 s 40 | Bilel El Aloui Tunisie                       | 32 min 14 s 35 | Bilel Ferjani Tunisie                      | 32 min 25 s 86 |
| 3000 mètres steeple       | Majed Saleh Ibrahim Bahreïn                   | 8 min 53 s 93  | Hassen Najjar Abdelkarim Jordanie            | 9 min 26 s 24  | Marouane Majed Tunisie                     | 9 min 29 s 09  |
| 110 mètres haies          | Abdallah Abdelaziz El Mandeel Koweït          | 13 s 78        | Awned Ushana Syrie                           | 14 s 53        | Mohamed Yahia Al-Sharahily Arabie saoudite | 14 s 66        |
| 400 mètres haies          | Jassem Walid Abdallah Elas Koweït             | 52 s 2         | Hamed Ali Al Bishi Arabie saoudite           | 52 s 6         | Mutawakil Yunes Soudan                     | 52 s 7         |
| Saut en hauteur           | Karim Samir Lotfy Égypte                      | 2,19 m         | Salman Ahmed El Mannaï Qatar                 | 2,11 m         | Osman Abdelmajid Al Rabeh Koweït           | 2,06 m         |
| Saut à la perche          | Mohamed Chenouf Tunisie                       | 4,70 m         | Duaij Khalifa Al-Sakr Arabie saoudite        | 4,60 m         | Khaled Abahnini Tunisie                    | 4,40 m         |
| Saut en longueur          | Alaa Eddine Ben Hassine Tunisie               | 7,43 m         | Mubarak Jassef Al Jasser Arabie saoudite     | 7,38 m         | Mohamed Khalifa Al Amari Libye             | 6,92 m         |
| Triple saut               | Sergueï Vladimir Bahreïn                      | 15,56 m        | Mubarak Jassef Al Jasser Arabie saoudite     | 15,50 m        | Mohamed Khalifa Al Amari Libye             | 14,87 m        |
| Lancer du poids (6 kg)    | Mohamed Béchir Ben Rehouma Tunisie            | 17,22 m        | Ahmed Ali Hassen Mohamed Émirats arabes unis | 16,14 m        | Ibrahim Abdallah Al Foudry Koweït          | 15,98 m        |
| Lancer du disque (1,7 kg) | Hamid Mansoor Syrie                           | 56,77 m        | Mohamed Ali Mejri Tunisie                    | 51,08 m        | Ibrahim Abdallah Al Foudry Koweït          | 50,85 m        |
| Lancer du marteau (6 kg)  | Khalid Shawki Mahmood Égypte                  | 69,64 m        | Alaa el-Din el-Ashry Égypte                  | 65,53 m        | Ada Amer Ahmed Hawafdha Qatar              | 57,68 m        |
| Lancer du javelot (800 g) | Ihab Abdelrahman Égypte                       | 73,67 m        | Badr Nasser Ennaqaoui Koweït                 | 56,80 m        | Jaber Jassem El Mohannadi Qatar            | 53,33 m        |
| Décathlon                 | Mohamed Ahmed Al Mannai Qatar                 | 6619 pts       | Saad Fahd Al Bishi Arabie saoudite           | 6599 pts       | Ahmed Ben Abdallah Mekbali Oman            | 5803 pts       |
| 10 km marche              | Hédi Teraoui Tunisie                          | 42 min 49 s 22 | Maher Zidane Syrie                           | 50 min 43 s 4  |                                            |                |
| Relais 4 × 100 mètres     | Arabie saoudite                               | 41 s 41        | Tunisie                                      | 42 s 39        | Oman                                       | 43 s 37        |
| Relais 4 × 400 mètres     | Soudan                                        | 3 min 15 s 35  | Tunisie                                      | 3 min 20 s 42  | Qatar                                      | 3 min 20 s 86  |

### Dames
| Event                     | Or                            | Or             | Argent                          | Argent         | Bronze                         | Bronze         |
| ------------------------- | ----------------------------- | -------------- | ------------------------------- | -------------- | ------------------------------ | -------------- |
| 100 mètres                | Ghofrane Mohamed Syrie        | 12 s 04        | Saoussen Dallagi Tunisie        | 12 s 55        | Safa Abdelhamid Ibrahim Soudan | 12 s 59        |
| 200 mètres                | Ghofrane Mohamed Syrie        | 24 s 39        | Fayza Omar Soudan               | 25 s 01        | Abir Barkaoui Tunisie          | 25 s 33        |
| 400 mètres                | Fayza Omar Soudan             | 56 s 62        | Nouha Baklouti Tunisie          | 57 s 39        | Safa Abdelhamid Ibrahim Soudan | 58 s 75        |
| 800 mètres                | Amna Bakheet Soudan           | 2 min 16 s 22  | Ihsen Jibril Soudan             | 2 min 17 s 06  | Haifa Tarchoun Tunisie         | 2 min 18 s 39  |
| 1 500 mètres              | Amna Bakheet Soudan           | 4 min 39 s 30  | Ihsen Jibril Soudan             | 4 min 41 s 12  | Safa Jemmali Tunisie           | 4 min 42 s 14  |
| 3 000 mètres              | Amna Bakheet Soudan           | 9 min 38 s 95  | Ihsen Jibril Soudan             | 9 min 40 s 60  | Amira Saghraoui Tunisie        | 9 min 49 s 33  |
| 5 000 mètres              | Maroua Zaidi Tunisie          | 17 min 40 s 49 | Monia Zidi Tunisie              | 18 min 37 s 67 | Rasha Ayub Jordanie            | 19 min 44 s 20 |
| 3000 mètres steeple       | Raouia Aissaoui Tunisie       | 11 min 00 s 62 | Monia Zidi Tunisie              | 11 min 17 s 06 | Olaa Khalifa Jordanie          | 11 min 45 s 78 |
| 100 mètres haies          | Fayza Omar Soudan             | 14 s 81        | Selma Abdelhamid Tunisie        | 15 s 03        | Samar Zina Tunisie             | 15 s 11        |
| 400 mètres haies          | Fayza Omar Soudan             | 62 s 13        | Nouha Baklouti Tunisie          | 63 s 82        | Radhia Ayadi Tunisie           | 64 s 29        |
| Saut en hauteur           | Basant Musaad Mohammad Égypte | 1,67 m         | Mariem Akrimi Tunisie           | 1,65 m         | Rahma Miled Tunisie            | 1,61 m         |
| Saut à la perche          | Yousra Belkhir Tunisie        | 3,20 m         | Yasmeene Ali Hassen Égypte      | 3,10 m         | Amel Smaâli Tunisie            | 2,90 m         |
| Saut en longueur          | Samar Zina Tunisie            | 5,36 m         | Fatma Hassen Al Harbi Bahreïn   | 5,28 m         | Marah Della Syrie              | 5,24 m         |
| Triple saut               | Yousra Belkhir Tunisie        | 12,34 m        | Fatma Ben Hammadi Tunisie       | 12,21 m        | Fatma Hassen Al Harbi Bahreïn  | 11,28 m        |
| Lancer du poids (4 kg)    | Oulaa Mohamed Atiya Égypte    | 13,44 m        | Sihem Marrakchi Tunisie         | 12,62 m        | Asma Khalifa Abu Ali Bahreïn   | 10,06 m        |
| Lancer du disque (1 kg)   | Ilhem Essayed Hassen Égypte   | 43,79 m        | Khouloud Babay Tunisie          | 40,17 m        | Ibtihel Abboud Libye           | 38,50 m        |
| Lancer du javelot (600 g) | Sihem Marrakchi Tunisie       | 41,74 m        | Ibtihel Abboud Libye            | 31,39 m        | Sheikha Sakr Eddussary Qatar   | 25,47 m        |
| Lancer du marteau (4 kg)  | Rana Ahmad Taha Égypte        | 53,36 m        | Ilhem Essayed Hassen Égypte     | 42,50 m        |                                |                |
| Heptathlon                | Niouar Jerbi Tunisie          | 4296 pts       | Rania Shokri El-Kubaly Jordanie | 4136 pts       | Rabâa Rezgui Tunisie           | 3314 pts       |
| 5 km marche               | Olfa Hamdi Tunisie            | 24 min 33 s 27 | Oruba Al-Ammou Syrie            | 25 min 13 s 11 | Imène Abdallah Tunisie         | 29 min 13 s 70 |
| Relais 4 × 100 mètres     | Tunisie                       | 48 s 66        | Soudan                          | 53 s 77        | Syrie                          | 57 s 16        |
| Relais 4×400 mètres       | Soudan                        | 3 min 48 s 52  | Tunisie                         | 3 min 51 s 05  | Jordanie                       | 4 min 35 s 56  |

## Tableau des médailles
| Rang | Nation              | Or | Argent | Bronze | Total |
| ---- | ------------------- | -- | ------ | ------ | ----- |
| 1    | Tunisie             | 13 | 17     | 15     | 45    |
| 2    | Soudan              | 11 | 5      | 4      | 20    |
| 3    | Égypte              | 7  | 3      | 0      | 10    |
| 4    | Syrie               | 3  | 3      | 2      | 8     |
| 5    | Bahreïn             | 3  | 1      | 2      | 6     |
| 6    | Qatar               | 2  | 4      | 4      | 10    |
| 7    | Koweït              | 2  | 1      | 4      | 7     |
| 8    | Émirats arabes unis | 2  | 1      | 0      | 3     |
| 9    | Arabie saoudite     | 1  | 6      | 2      | 9     |
| 10   | Jordanie            | 0  | 2      | 3      | 5     |
| 11   | Libye               | 0  | 1      | 4      | 5     |
| 12   | Oman                | 0  | 0      | 2      | 2     |
| 13   | Palestine           | 0  | 0      | 0      | 0     |
| -    | Total               | 44 | 44     | 42     | 130   |